# Tuni (Indien)
Tuni (Telugu తుని) ist eine Stadt mit ca. 60.000 Einwohnern im Kakinada-Distrikt (ehemals East-Godavari-Distrikt) im südindischen Bundesstaat Andhra Pradesh. Die Stadt hat den Status einer Municipality.

## Lage und Klima
Tuni liegt etwa 12 km vor der Mündung des Tandava River in den Golf von Bengalen in einer Höhe von ca. 140 m. Die Millionenstadt Visakhapatnam liegt ca. 90 km nordöstlich. Tuni hat ein subtropisch feuchtes Klima; Regen (ca. 1200 mm/Jahr) fällt überwiegend in den Monsunmonaten Juni bis Oktober.

## Bevölkerung
| Jahr      | 1991   | 2001   | 2011   | 2021  |
| Einwohner | 43.904 | 50.368 | 53.425 | k. A. |

Etwa 96 % der Einwohner sind Hindus, knapp 3 % sind Moslems und ca. 1 % sind Christen; ein kleiner Rest entfällt auf andere Religionsgruppen. Die Anteile von Männern und Frauen sind annähernd gleich hoch.

## Wirtschaft
Die meisten Menschen leben direkt oder indirekt von der Landwirtschaft (Reis, Zuckerrohr, Kokospalmen, Cashewnüsse, Mangos) und dem Handel mit Agrargütern aller Art. Tuni hat einen Bahnhof an der Strecke Chennai–Visakhapatnam–Kalkutta.

## Geschichte
Die Geschichte des Ortes dürfte bis in die vorchristliche Zeit zurückgehen, denn in der Umgebung gibt es mehrere buddhistische Klosterruinen. Durch seine etwas abgelegene Lage blieb Tuni von den Machtkämpfen in der Region weitgehend verschont.

## Sehenswürdigkeiten
Tuni selbst hat keine historisch oder kulturell bedeutsamen Sehenswürdigkeiten.
Umgebung
- Die buddhistischen Stätten in der Umgebung sind nur von geringem Interesse.
- Von größerer Bedeutung sind die Strände an der Küste des Golfs von Bengalen (z. B. Addaripeta Beach).

## Persönlichkeiten
- Avasarala Ramakrishna Rao (1931–2011), Schriftsteller